# Max Noether

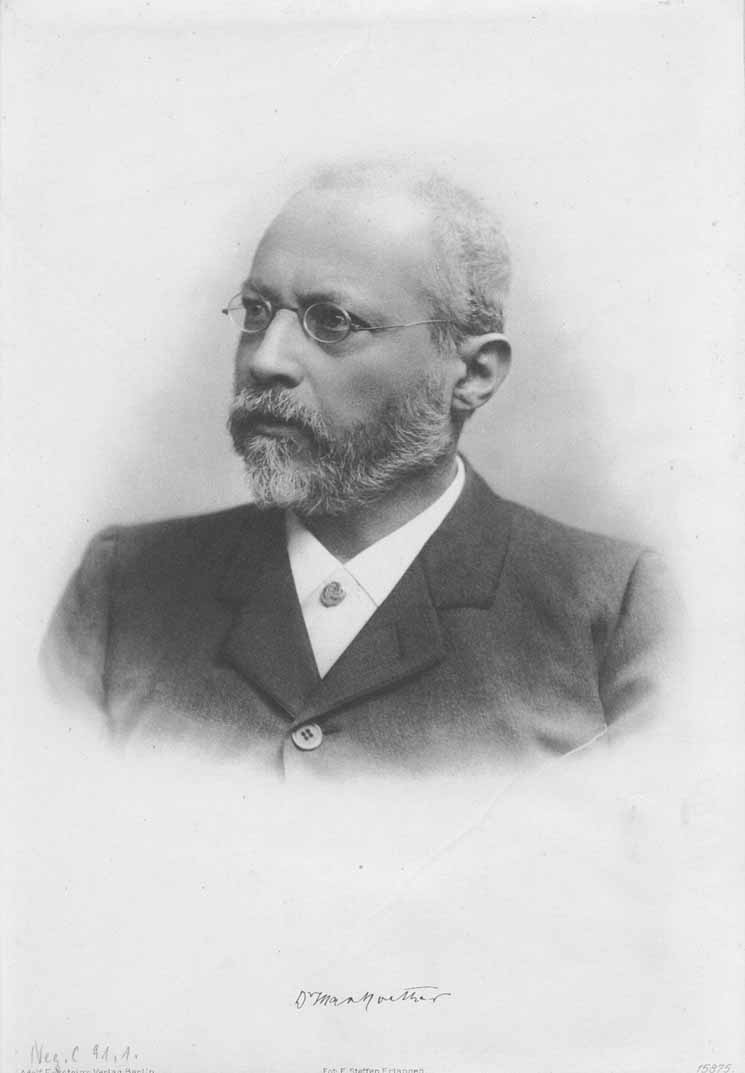
Max Noether

Max Noether (* 24. September 1844 in Mannheim; † 13. Dezember 1921 in Erlangen) war ein deutscher Mathematiker.

## Leben
Max Noether war aufgrund einer Poliomyelitis im Alter von 14 Jahren gehbehindert. Einige Jahre bekam er nur Privatunterricht und widmete sich ausgedehnter Lektüre. Bevor er 1865 an der Ruprecht-Karls-Universität Heidelberg sein Mathematikstudium aufnahm, verbrachte er ein Jahr an der Sternwarte Mannheim. Während des Studiums bei Gustav Kirchhoff beschäftigte er sich hauptsächlich mit theoretischer Physik und kam nach eigenen Worten von daher zu den Werken von Bernhard Riemann und zur algebraischen Geometrie. Er wurde 1868 – wie es damals in Heidelberg üblich war – ohne Vorlage einer schriftlichen Arbeit promoviert (er hatte eine astronomische Arbeit angeboten). Er ging darauf an die Hessische Ludwigs-Universität Gießen zu Alfred Clebsch, der mit seiner Schule Riemanns Funktionentheorie und das Abelsche Theorem auf die Theorie der algebraischen Kurven anwandte. Hier lernte er auch seinen langjährigen späteren Ko-Autor Alexander von Brill kennen. 1869 folgte er Clebsch nach Göttingen. Er habilitierte sich 1870 in Heidelberg und lehrte bis 1874 als Privatdozent. 1875 erhielt er eine außerordentliche Professur in Erlangen, wo er bis zu seinem Lebensende blieb. Im Jahr 1880 heiratete er Ida Amalia Kaufmann. 1882 wurde die Tochter Emmy (Amalie), 1883 Alfred, 1884 Fritz und 1889 Gustav Robert geboren. Von 1888 bis 1919 war er ordentlicher Professor in Erlangen. 1899 war er Präsident der Deutschen Mathematiker-Vereinigung.

### Mitgliedschaften
Ab 1887 war er korrespondierendes Mitglied der Bayerischen Akademie der Wissenschaften und außerdem Mitglied der Akademien in Berlin (1896), Budapest, Kopenhagen und Turin, der Académie des sciences und der Accademia Nazionale dei Lincei (Rom), der Gesellschaft der Wissenschaften in Göttingen (1892) und der London Mathematical Society (ab 1913 Ehrenmitglied). Er war ehrenhalber Herausgeber der Rendiconti del Circolo Matematico di Palermo und Mitherausgeber der Mathematischen Annalen. Er führte den Titel Geheimer Hofrat.

### Familie
Max Noether war der Sohn von Herz Elias (Hermann) Noether (1807–1894), Mitinhaber der Eisengroßhandlung „Joseph Nöther & Co.“ in Mannheim, und seiner Ehefrau Amalie (Malchen) Würzburger (1812–1872). Er heiratete 1880 Ida Amalia Kaufmann, die Tochter des jüdischen Kaufmanns und Gutsbesitzers Marcus Kaufmann aus Köln und dessen Ehefrau, der Bankierstochter Friederike Scheuer aus Düsseldorf. Aus dieser Ehe stammte die Mathematikerin Emmy Noether (1882–1935), die 1933 vor den Nationalsozialisten in die USA emigrierte, und der Mathematiker Fritz Noether (1884–1941), der im sowjetischen Exil von Stalins Geheimdienst ermordet wurde. Eine Schwester seiner Ehefrau hatte 1865 den Unternehmer Wilhelm Lepenau geheiratet.

## Leistungen
Max Noether arbeitete an Fragen der algebraischen Geometrie und algebraischer Funktionen.
1873 (Mathematische Annalen Band 6) bewies er den Fundamentalsatz der Theorie der algebraischen Funktionen, der nach ihm benannt ist. Er gibt Bedingungen dafür an, dass für zwei ebene algebraische Kurven {\displaystyle \phi =0} und {\displaystyle \psi =0} mit n Schnittpunkten eine Kurve {\displaystyle f=\psi A+\phi B} existiert, mit Polynomen A,B, die durch die n Schnittpunkte hindurchgeht.
Mit Brill war er der Begründer einer rein algebraischen Richtung der Theorie algebraischer Kurven (Über die algebraischen Funktionen und ihre Anwendung in der Geometrie, Mathematische Annalen Band 7, 1874). Sie beweisen z. B. den Satz von Riemann-Roch rein algebraisch. Weiter untersuchte Noether die Klassifikation algebraischer Raumkurven, teilweise in Konkurrenz zum Franzosen Georges Halphen. Beide erhielten dafür 1882 den Steiner-Preis der Berliner Akademie.
Noether war auch historisch interessiert und verfasste 1894 mit Brill einen großen Übersichtsartikel über die Geschichte der Theorie der algebraischen Funktionen. Außerdem verfasste er zahlreiche Nachrufe für die Mathematischen Annalen (so von Charles Hermite, Arthur Cayley, James Joseph Sylvester, Luigi Cremona, Sophus Lie, Karl von Staudt).

## Schriften
- Zur Theorie des eindeutigen Entsprechens algebraischer Gebilde von beliebig vielen Dimensionen. In: Mathematische Annalen. Band 2, Nr. 2, 1870, S. 293–316.
- Ueber Flächen, welche Schaaren rationaler Curven besitzen. Teubner, Leipzig 1870, (Leipzig, Universität, Habilitations-Schrift, 1870; Digitalisat Universität Heidelberg; auch in: Mathematische Annalen. Band 3, Nr. 2, 1871, S. 161–227.).
- Ueber die eindeutigen Raumtransformationen, insbesondere in ihrer Anwendung auf die Abbildung algebraischer Flächen. In: Mathematische Annalen. Band 3, Nr. 4, 1871, S. 547–580.
- Zur Theorie der eindeutigen Ebenentransformationen. In: Mathematische Annalen. Band 5, Nr. 4, 1872, S. 635–638.
- Ueber einen Satz aus der Theorie der algebraischen Functionen. In: Mathematische Annalen. Band 6, Nr. 3, 1873, S. 351–359.
- Zur Theorie der Thetafunctionen von vier Argumenten. In: Mathematische Annalen. Band 14, Nr. 3, 1879, S. 248–293.
- Ueber die Gleichungen achten Grades und ihr Auftreten in der Theorie der Curven vierter Ordnung. In: Mathematische Annalen. Band 15, Nr. 1, 1879, S. 89–110.
- Ueber die Schnittpunktsysteme einer algebraischen Curve mit nicht-adjungirten Curven. In: Mathematische Annalen. Band 15, Nr. 3/4, 1879, S. 507–528.
- Zur Grundlegung der Theorie der algebraischen Raumcurven. In: Abhandlungen der Königlichen Akademie der Wissenschaften zu Berlin. Abhandlungen nicht zur Akademie gehöriger Gelehrter. Mathematische Abhandlungen. Abh. 1, 1882, (1883), S. 1–120.
- mit Alexander Brill: Die Entwicklung der Theorie der algebraischen Functionen in älterer und neuerer Zeit. In: Jahresbericht der Deutschen Mathematiker-Vereinigung. Band 3, 1892/93, S. 107–566.
- Zur Erinnerung an Karl Georg Christian von Staudt. In: Festschrift Seiner Königlichen Hoheit dem Prinzregenten Luitpold von Bayern zum achtzigsten Geburtstage dargebracht von der Universität Erlangen. Band 4: Philosophische Fakultät. Sektion 2. Deichert, Erlangen u. a. 1901, S. 63–86.
- Ueber die singulären Elemente der algebraischen Curven. In: Sitzungsberichte der Physikalisch-Medizinischen Sozietät zu Erlangen. Band 34, 1902, S. 88–91.

1892 gab er die Nachträge der Gesammelten Werke von Bernhard Riemann heraus. 1911 gab er mit Eugen Löffler Abriß einer Theorie der algebraischen Funktionen von Hermann von Stahl heraus.